# Hergensweiler
Hergensweiler – miejscowość i gmina w południowych Niemczech, w kraju związkowym Bawaria, w rejencji Szwabia, w regionie Allgäu, w powiecie Lindau (Bodensee), wchodzi w skład wspólnoty administracyjnej Sigmarszell. Leży w Allgäu, około 15 km na północny wschód od Lindau (Bodensee).

## Dzielnice
| - Mollenberg - Oberholz - Obernützenbrugg - Degermoos | - Wolfgangsberg - Rupolz - Scheidenweiler - Schillers | - Stockenweiler - Unternützenbrugg - Volklings - Hagers |

## Polityka
Wójtem jest Georg Betz, rada gminy składa się z 12 członków.
|      | Gemeinschaftsliste | Razem |
| 2008 | 12                 | 12    |